# Láposmező
Láposmező (ukránul: Луги) falu Kárpátalja Rahói járásában. 

## Fekvése
Rahótól keletre fekvő település. A Fehér-Tisza völgyében az utolsó, hosszan elnyúló település a folyó forrásához vezető úton. Itt folyik a Fehér-Tiszába a Hoverla patak.

## Nevének eredete
A Luhi helységnév ruszin eredetű, a Luhi többes számú alak. Pesty Frigyes névmagyarázata szerint luhi oroszul, magyarul hegyek és folyók melletti tisztás kaszállókat jelent. A helység nevét 1904-ben Láposmezőre magyarosították (Lelkes 69).
Más vélemény szerint: a név kialakulásában a mindenütt jelenlévő víz volt a legfontosabb. Ahol víz van, ott a réten, a mezőn vizenyős, lápos rész is kialakulhatott, innen a "láposmező".

## Története
A település Bogdány külterületi lakott helye volt, 2020-ig közigazgatásilag is hozzá tartozott.

## Népesség
Lakóinak száma 2003-ban 1385 fő volt.

## Turizmus
Láposmezőn keresztül, egy erdei úton elérhető a Hoverla. Az útvonal igénybevételéhez a Kárpáti Bioszféra Rezervátum engedélye szükséges. A település mellett van a látogatóközpont (állandó őrszolgálat).